# Much Wenlock
Much Wenlock, tidligere blot kendt som "Wenlock", er en lille by i Shropshire, England. Den ligger i Bridgnorth-distriktet, på hovedvej A458 mellem Shrewsbury og Bridgnorth. Umiddelbart nordøst for byen ligger Ironbridge Gorge. Sognets indbyggertal er 2.605 (2001).

## Historie
Byen voksede op omkring et kloster, grundlagt i 680. I det 12. århundrede blev klostret erstattet af Much Wenlock Priory, hvis ruiner stadig kan ses. Andre arkitetoniske seværdigheder i byen er Guildhall fra det 16. århundrede, mange andre historiske bygninger samt en årlig kildeudsmykning. 
Byen er kendt for William Penny Brookes' udgave af de olympiske lege, grundlagt i 1850. Legene voksede gradvist i betydning, og han omdøbte dem til de "nationale olympiske lege". Wenlock Olympian Society Annual Games (Wenlocks Olympiske Selskabs Årlige Lege) bliver stadig holdt hvert år i byen – 2005-udgaven var de 119. lege.

## Kultur
I nærheden ligger Wenlock Edge, et vigtigt geologisk fænomen. Den har sammen med byen været temaet for adskillige digte af A.E. Housman i hans berømte samling A Shropshire Lad, f.eks.: "On Wenlock Edge the wood's in trouble..." og "Tis time, I think, by Wenlock town...". I 1909 blev der sat musik til disse digte af Vaughan Williams: On Wenlock Edge, Song cycle for tenor and piano quintet.
I Victoriatiden boede den romantiske maler og skulptør Robert Bateman (1842-1922) nær Much Wenlock, i Benthall Hall fra det 16. århundrede. I 1907 beskrev Walter Crane hans malerkunst som "a magic world of romance and pictured poetry ... a twilight world of dark mysterious woodlands, haunted streams, meads of deep green starred with burning flowers, vieled in a dim and mystic light."
I 1950 var byen og dens landlige omgivelser location for filmen Gone to Earth af Powell and Pressburger. I 1985 blev filmen renoveret af British Film Archive, og fik repremiere med stor succes. New Statesmans anmeldelse hævdede at den restaurerede film var "One of the great British regional films" ...(og)... "one of the most beautiful films ever to be shot of the English countryside". Filmen var baseret på romanen af samme navn af den lokale forfatter Mary Webb fra 1917, romanen var delvist inspireret af Diary of Francis Kilvert.